# Ligne 140 (chemin de fer slovaque)
Pour les articles homonymes, voir Ligne 140.
La ligne 140 des chemins de fer Slovaque relie Nové Zámky à Prievidza. La voie n'est pas électrifiée sauf le tronçon Šurany - Nové Zámky.

## Histoire

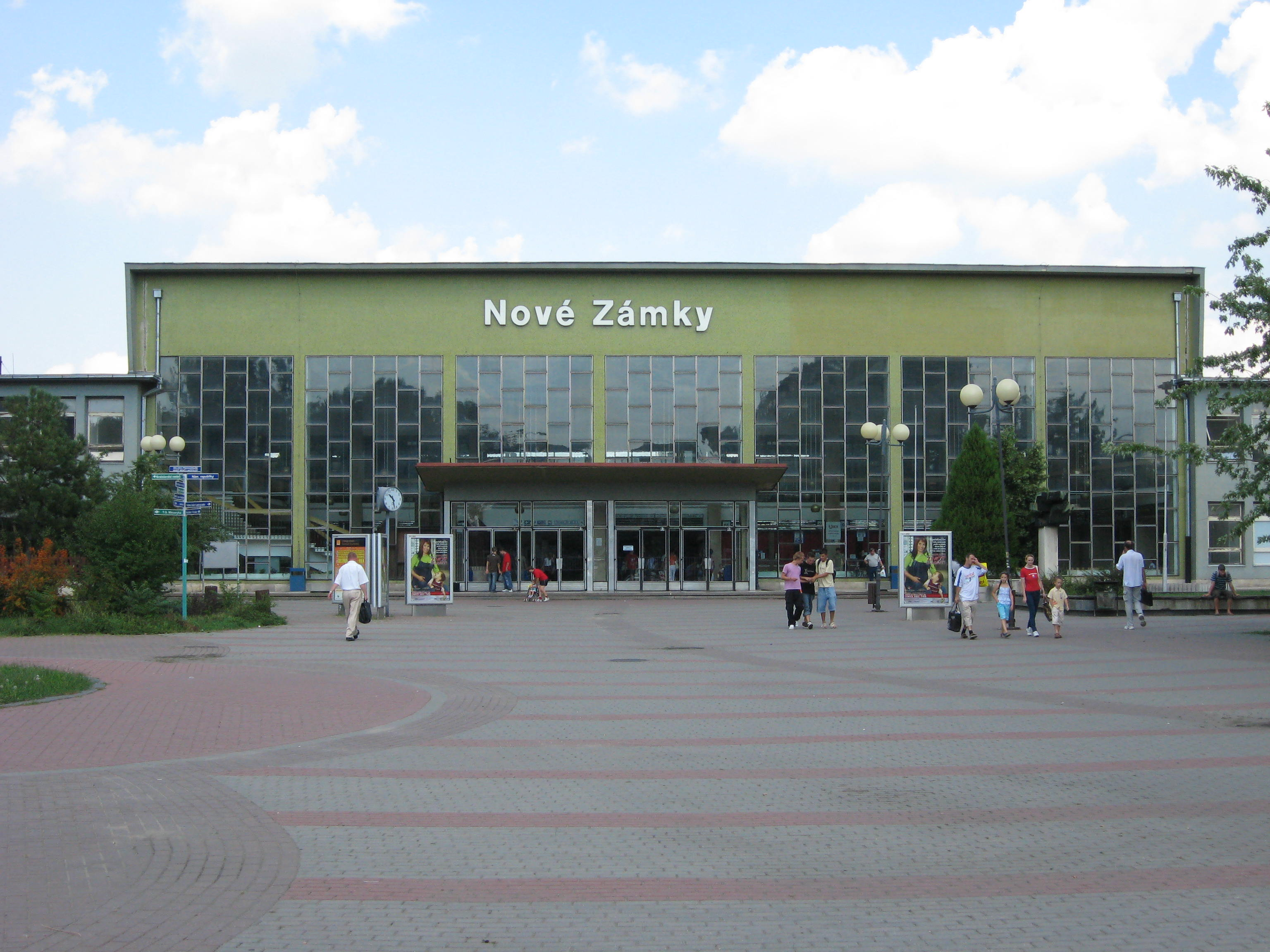
Gare de Nové Zámky

### Mise en service à une voie
- Šurany - Nové Zámky 7 décembre 1900[2].
- Ivanka pri Nitre - Šurany 1er novembre 1876[3].
- Nitra - Ivanka pri Nitre 19 novembre 1876[4].
- Jelšovce - Zbehy 9 mai 1948[5].
- Topoľčany - Nitra 16 septembre 1881[6].
- Veľké Bielice - Topoľčany 19 août 1884[7].
- Prievidza - Veľké Bielice 18 avril 1886[8].

### Électrification
- Šurany - Nové Zámky  23 mai 1986[9]